# Абу Якуб Юсуф
Абу Якуб Юсуф ибн Абдул-Мумин (1135 — 29 июля 1184) — 2-й амир аль-муминин и халиф Альмохадского халифата.

## Биография

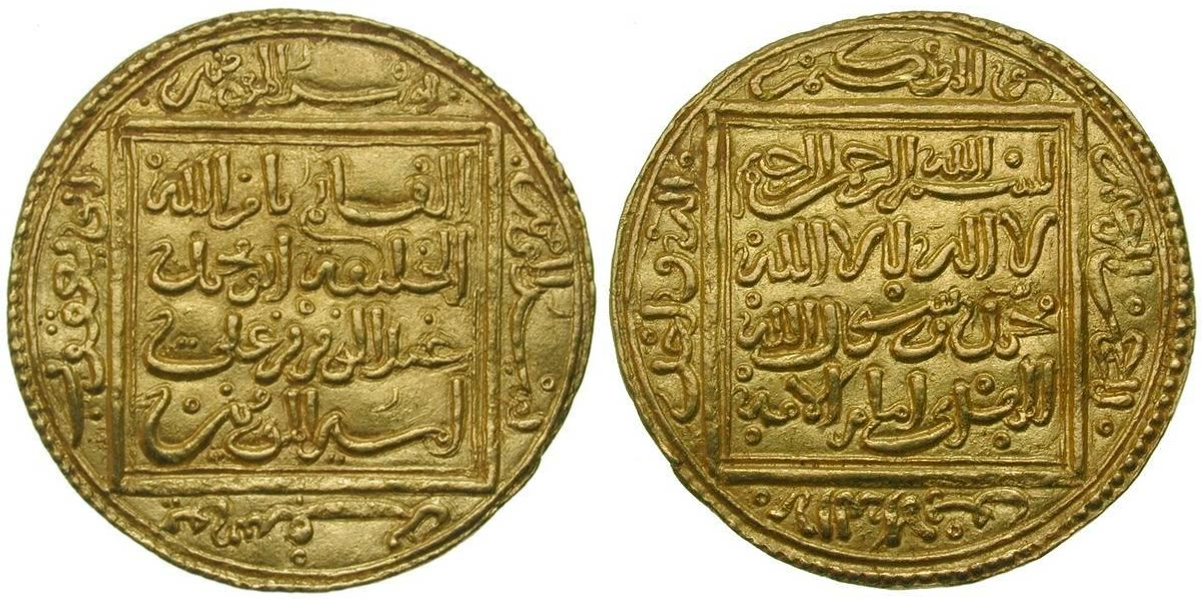
Монета Абу Якуба Юсуфа

Юсуф начал своё правление в 1163 году, наследовал трон своего отца Абд аль-Мумина. В 1170 году он вторгся в глубь Пиренейского полуострова, захватил Андалусию и опустошил Валенсию и Каталонию. В 1171 году Юсуф сделал Севилью своей столицей. В городе он приказал построить мосты и причалы на реке Гвадалквивир. Помимо этого, он начал строительство водопровода, двух крепостей, мечети и ещё нескольких объектов. Помимо этого Юсуф укрепил городские стены и построил крепость Алькала-де-Гвадаира.
В 1184 году Юсуф вторгся в Португалию и осадил короля Афонсу I в Сантарене. Однако последнему пришёл на помощь его зять, король Леона Фердинанд II, в сражении с которым Юсуф погиб 29 июля 1184 года.